# María Ximena Figueroa
María Ximena Figueroa   (Chaparral, 25 de maig de 1979) és una defensora dels drets humans i cofundadora de la Red de Mujeres Chaparralunas por la Paz.

## Biografia
María Ximena va néixer al resguardo indígena d'Ortega,pertanyent a la comunitat indígena Matora de Maito d'ètnia Pijao. És professional en Administració de Negocis amb Èmfasis en Negocis Internacionals.

## Labor social
És cofundadora de la Red de Mujeres Chaparralunas por la Paz, organització que assessora organitzacions i comunitats de base pagesa, al Comitè d'Assumptes Femenins de la junta d'acció comunal, a víctimes del conflicte armat, indígenes i població afrodescendent. La seva labor ha girat entorn de la defensa dels drets de la dones i els drets humans. També ha treballant en la construcció de la pau del país des de la base d'aconseguir que les dones incideixin en polítiques públiques i la seva concertació, en programes i projectes amb les entitats de l'Estat per a garantir un gaudi efectiu dels seus drets com a ciutadanes. Fa part del Comitè Operatiu de la Red de Mujeres Chaparralunas por la Paz en l'Àrea de Finances. És representant de la Dona Indígena en el Consell Departamental de Dones del Tolima. En el període 2003-2008 va representar els pobles Pijao, Muisca, Motilón-Barí i Uwa al macrocentre de l'Organización Nacional Indígena de Colombia (ONIC). Va participar en la construcció de la Política Publica de Dona i Gènere del municipi de Chaparral i del Departament de Tolima. Ha exercit com a voluntària d'Educació en Risc de Mines Antipersones (ERM) de la Població del Sud del Tolima. Ha realitzat seguiment a la implementació als Acords de Pau reforçant el programa de reintegració d'excombatents de les FARC i prevenint el reclutament de menors al municipi de Planadas.

## Reconeixements
Reconeixements
- Primer lloc a la Iniciativa Dones Rurals protagonistes de la Pau Territorial del Banc de la Iniciativa de Participació Ciutadana per a l'enfortiment de la Democràcia participativa BIP 2017 pel treball en la Red de Mujeres Chaparralunas por la Paz
- Premi Camí pel treball d'Educació En Risc de Mina Antipersones i el projecte Campaña Colòmbia Contra Mines a Red de Mujeres Chaparralunas por la Paz.

## Publicacions
Publicacions
- Un acercamiento a la violencia basada en género en el municipio de Chaparral, Tolima (Coautora)
- Capítol Autonomía, projecte editorial Mujeres que Reconcilian.
- Mujeres que reconcilian (artíicle, Revista Semana Rural, 2016)
- Género y etnia desde el enfoque de la ASD y como aporte a la construcción de paz - Encuentro internacional “Retos y propuestas sobre Acción sin daño y construcción de paz en Colombia” (2009)[4]